# Abbaye de Rupertsberg
 (avril 2020).
Si vous disposez d'ouvrages ou d'articles de référence ou si vous connaissez des sites web de qualité traitant du thème abordé ici, merci de compléter l'article en donnant les références utiles à sa vérifiabilité et en les liant à la section « Notes et références ».
Ne doit pas être confondu avec Ruppertsberg.
L'abbaye de Rupertsberg est un monastère de religieuses bénédictines qui était établi à Bingen.

## Histoire
L'abbaye a été fondée vers 1150 par Hildegard von Bingen et se trouvait sur le Rupertsberg (de), à gauche de la Nahe, à son embouchure dans le Rhin.
Les vestiges du bâtiment ont été utilisés comme carrière pour la construction des bâtiments de ferme de la propriété du monastère ; seules les ruines de l'église du monastère ont été épargnées. En 1857, toute la ruine dut céder la place pour la construction du chemin de fer du Nahetal par la Rhein-Nahe-Eisenbahn-Gesellschaft (de). Lors de la démolition du rocher sur lequel se trouvait le monastère, en 1857, les derniers vestiges de l'abbaye, une crypte qui était située sous le chœur, ont disparu.

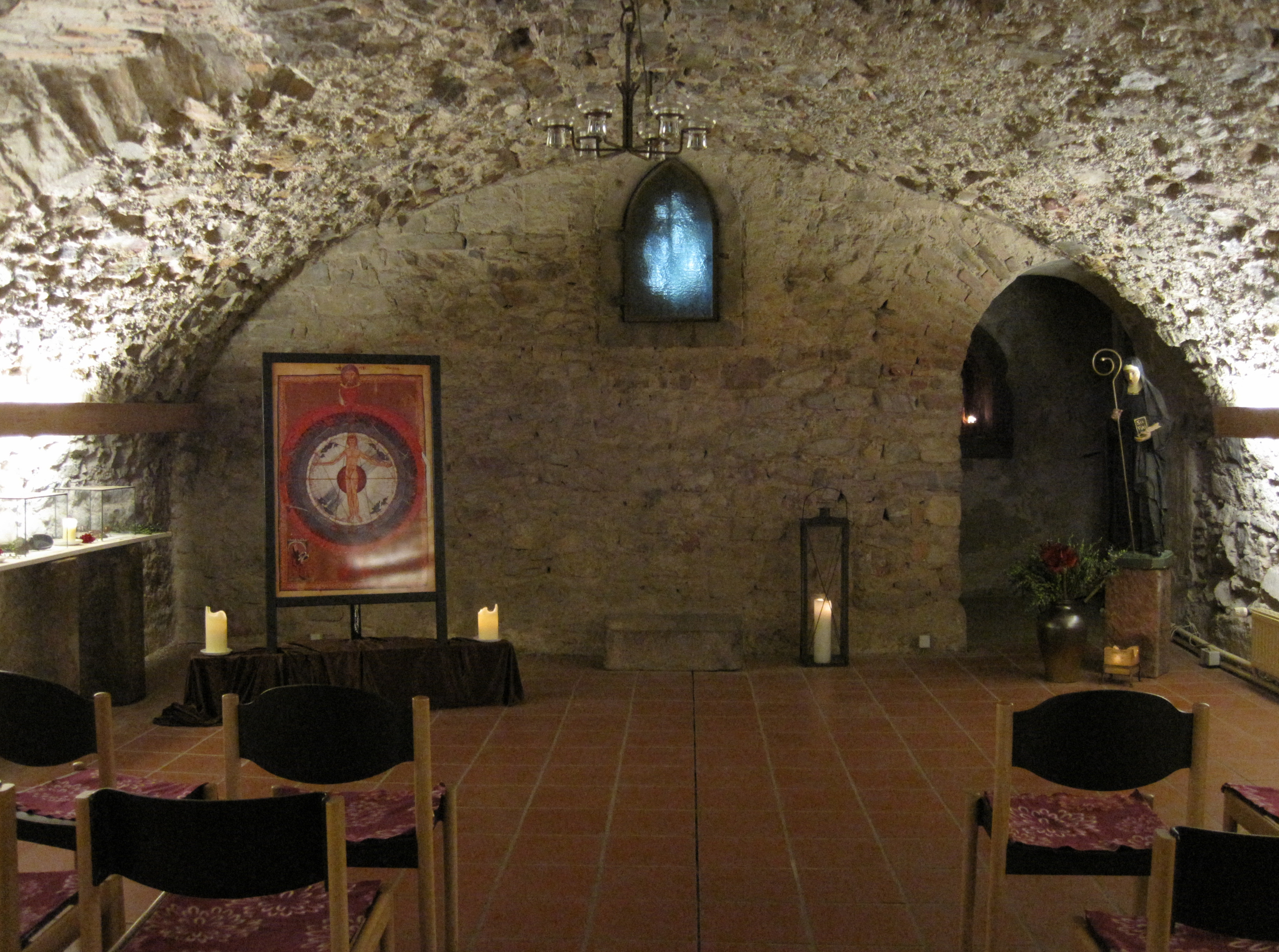
Salle voûtée souterraine, vestige de l'abbaye, aujourd'hui espace de recueillement et d'enseignement.